# Trippelmordet i Härnösand
Trippelmordet i Härnösand var ett trippelmord i Härnösand på kvällen den 11 maj 2010, där en 21-årig man dödade sin styvfar och dennes båda barn, 21-åringens halvsyskon.

## Händelseförlopp
Vid 18-tiden den 11 maj 2010 larmades polisen till villaområdet i Härnösand av en 62-årig man som talade om att han funnit tre livlösa personer i sin bostad. När polisen anlände dit kunde man snabbt konstatera att det handlade om ett trippelmord på ett syskonpar; en 12-årig flicka och en 15-årig pojke och deras 49-årige far. Den man som hade larmat polisen var styvfar till de mördade barnen och bodde i huset tillsammans med barnens mor. Den 49-årige mannen hade kommit till huset på kvällen för att hämta sina barn då han överfölls och mördades tillsammans med sina båda barn. 
Den 62-årige mannen anhölls i samband med upptäckten, misstänkt för mord. Senare på kvällen greps även en 63-årig man, som hade en 21-årig son tillsammans med de mördade barnens mor. Även 21-åringen anhölls, i sin frånvaro, misstänkt för mord. Han kunde gripas vid lunchtid nästföljande dag i Umeå när han försökte ta sig ombord på ett lastfartyg till Ryssland. Strax efter det att förhören med de anhållna hade inletts erkände den 21-årige halvbrodern att det var han som planerat och utfört trippelmordet, varefter de två andra anhållna männen kunde släppas. Enligt polisen hade trippelmorden varit planerade av 21-åringen under en längre tid.

## Häktning och rättegång
Den anhållne 21-årige mannen begärdes häktad den 14 maj och fick därefter genomgå en stor rättspsykiatrisk undersökning, som visade att han led av en allvarlig psykisk störning i lagens mening. Han dömdes den 8 juli 2010 av Ångermanlands tingsrätt till rättspsykiatrisk vård med särskild utskrivningsprövning.